# Ascyltus ferox
Ascyltus ferox là một loài nhện trong họ Salticidae.
Loài này thuộc chi Ascyltus. Ascyltus ferox được William Joseph Rainbow miêu tả năm 1897.